# Christoph Fischer (Theologe, † 1699)
Christoph Fischer (* vor 1667; † 26. August 1699 in Göttingen) war ein deutscher lutherischer Theologe und Generalsuperintendent der Generaldiözese Göttingen.

## Leben
Fischer war nach dem Studium der Theologie ab 1667 Pastor in Diemarden, 1668 Pastor in Geismar, 1672 Pastor und Superintendent in Börry (Oberbörry) und ab 1680 erster Pastor an der St.-Johannis-Kirche in Göttingen. Von 1695 bis 1699 amtierte er auch als Generalsuperintendent für das Fürstentum Göttingen.